# Dryadosaura nordestina
Dryadosaura nordestina — вид ящірок родини гімнофтальмових (Gymnophthalmidae). Ендемік Бразилії. Це єдиний представник монотипового роду Dryadosaura.

## Поширення і екологія
Dryadosaura nordestina мешкають на північному сході Бразилії, в штатах Ріу-Гранді-ду-Норті, Параїба, Пернамбуку, Алагоас, Сержипі і Баїя. Вони живуть в атлантичних лісах, трапляються в рестінзі і в перехідній зоні між атлантичними лісами і каатингою. Живляться дрібними безхребетними.